# Odontoptila aquilaria
Odontoptila aquilaria är en fjärilsart som beskrevs av Louis Beethoven Prout 1934. Odontoptila aquilaria ingår i släktet Odontoptila och familjen mätare. Inga underarter finns listade i Catalogue of Life.